# Paraphrynus pseudomexicanus
Espèce
Paraphrynus pseudomexicanus est une espèce d'amblypyges de la famille des Phrynidae.

## Distribution
Cette espèce est endémique du Morelos au Mexique. Elle se rencontre vers Ayala.

## Description
La carapace de la femelle holotype mesure 8,06 mm de long sur 11,17 mm et la carapace du mâle paratype 6,16 mm de long sur 8,26 mm.

## Systématique et taxinomie
Cette espèce a été décrite par Seiter, Lerma, Král, Sember, Divišová, Vargas, Colmenares, Loria et Prendini en 2020.

## Publication originale
- Seiter, Reyes-Lerma, Král, Sember, Divišová, Palacios-Vargas, Colmenares, Loria & Prendini, 2020 : « Cryptic diversity in the whip spider genus Paraphrynus (Amblypygi: Phrynidae): integrating morphology, karyotype and DNA. » Arthropod Systematics and Phylogeny, vol. 78, no 2, p. 265-285.